# Магштадт
Магштадт (нім. Magstadt) — громада в Німеччині, знаходиться в землі Баден-Вюртемберг. Підпорядковується адміністративному округу Штутгарт. Входить до складу району Беблінген.
Площа — 19,13 км2. Населення становить 9671 ос. (станом на 31 грудня 2020).